# Cantonul Vigneux-sur-Seine
Cantonul Vigneux-sur-Seine este un canton din arondismentul Évry, departamentul Essonne, regiunea Île-de-France, Franța.

## Comune
| Comune            | Populație (1999) | Cod poștal | Cod INSEE   |
| ----------------- | ---------------- | ---------- | ----------- |
| Vigneux-sur-Seine | 27.331 loc.      | 91270      | 91 2 34 657 |